# Ministère des Relations extérieures (Brésil)
Pour les articles homonymes, voir Ministère des Affaires étrangères.

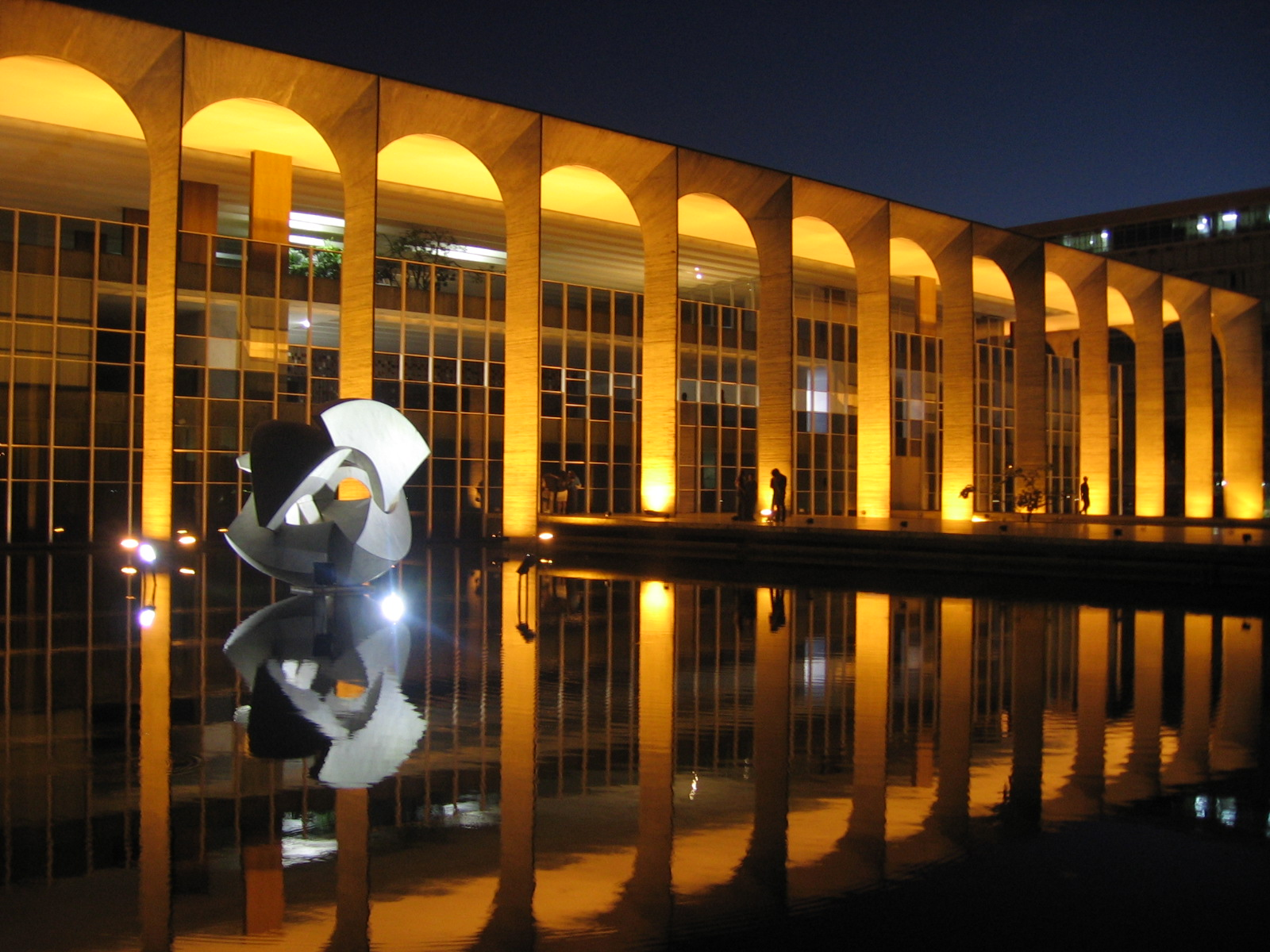
Le ministère des Affaires étrangères du Brésil, à Brasilia.

Le ministère des Affaires étrangères (en portugais : Ministério das Relações Exteriores ou MRE), aussi connu comme Itamaraty, est le ministère des Affaires étrangères du gouvernement de la république fédérative du Brésil et est responsable de la préparation et la mise en œuvre de la politique étrangère du pays.
Il est dirigé depuis le 1er janvier 2023 par Mauro Vieira.

## Siège
Le ministère siège au palais d'Itamaraty à Brasilia, la capitale du pays.

## Organisation
Le Brésil entretient des relations diplomatiques permanentes avec ses partenaires (nations et organisations internationales) grâce à 125 ambassades, 43 consulats généraux, 19 vice-consulats et 100 consulats honoraires.
L'objectif principal du ministère est d'accroître le processus d'intégration régionale au sein du Mercosur et d'autres organismes régionaux et financiers. Il a également été fortement impliqué dans la discussion de sujets importants sur l'agenda international, y compris des questions telles que la protection des droits de l'homme, la préservation de l'environnement et le maintien de la paix. Dans le même temps, il a renforcé ses liens avec la Communauté des pays de langue portugaise.

### Crédits de traduction
- (en) Cet article est partiellement ou en totalité issu de l’article de Wikipédia en anglais intitulé « Ministry of External Relations (Brazil) » (voir la liste des auteurs).